# Fred M. Vinson
Pour les articles homonymes, voir Vinson.
Frederick Moore Vinson, né le 22 janvier 1890 à Louisa (Kentucky) et mort le 8 septembre 1953 à Washington (district de Columbia), est un juriste et homme politique américain. Membre du Parti démocrate, il est représentant du Kentucky entre 1924 et 1929 puis entre 1931 et 1938, secrétaire au Trésor entre 1945 et 1946 dans l'administration du président Harry S. Truman et juge en chef des États-Unis entre 1946 et 1953. Il sert dans les trois branches du pouvoir américain : le législatif, l'exécutif et le judiciaire.

## Biographie
Il meurt le 8 septembre 1953 à l'âge de 63 ans d’une crise cardiaque, à son domicile à Washington. Son corps est enterré au cimetière Pinehill à Louisa, dans le Kentucky.

### Sources
- (en) Fred M. Vinson, Département du Trésor des États-Unis